# Gazzetta di Reggio
La Gazzetta di Reggio è un quotidiano italiano fondato a Reggio Emilia nel 1860. È diffuso principalmente nella provincia reggiana.

## Storia
Una prima Gazzetta di Reggio fu pubblicata in piena epoca risorgimentale, tra l'ottobre 1859 ed il settembre 1863. Un secondo quotidiano, chiamato La Nuova Gazzetta di Reggio uscì in edicola tra il 1950 ed il gennaio 1977, quando a fronte di difficoltà finanziarie anche questa seconda iniziativa editoriale dovette chiudere i battenti. Così il 3 marzo 1981 uscì una terza Gazzetta di Reggio, diretta da Umberto Bonafini ed edita dal Gruppo Mondadori. Successivamente ha fatto parte del gruppo editoriale GEDI-la Repubblica, fino al 14 dicembre 2020.
Dal 15 dicembre 2020 è edita dal gruppo Gruppo SAE, che pubblica anche Gazzetta di Modena, La Nuova Ferrara ed Il Tirreno.

## Direttori
- Umberto Bonafini, 1981 - 11 settembre 1998[4][5]
- Augusto Ditel, 1º ottobre 2008 - 30 aprile 2012[6]
- Alessandro Moser, 8 marzo 2012 - 29 giugno 2014[7][8]
- Paolo Cagnan, 30 giugno 2014 - 19 aprile 2016[9]
- Stefano Scansani, 20 aprile 2016 - 14 dicembre 2020[10]
- Giacomo Bedeschi, 15 dicembre 2020[10] -

## Diffusione
| Anno | Copie vendute |
| ---- | ------------- |
| 2008 | 13 041        |
| 2007 | 13 736        |
| 2006 | 14 071        |

Dati Ads - Accertamenti Diffusione Stampa